# 憲光十村 (屏東市)
憲光十村，為屏東縣屏東市的日式宿舍群，其原為1927年興建的台南憲兵分隊屏東分遣所宿舍，戰後由屏東憲兵隊沿用並改稱為憲光十村。其中的4棟於2018年被登錄為屏東縣歷史建築。

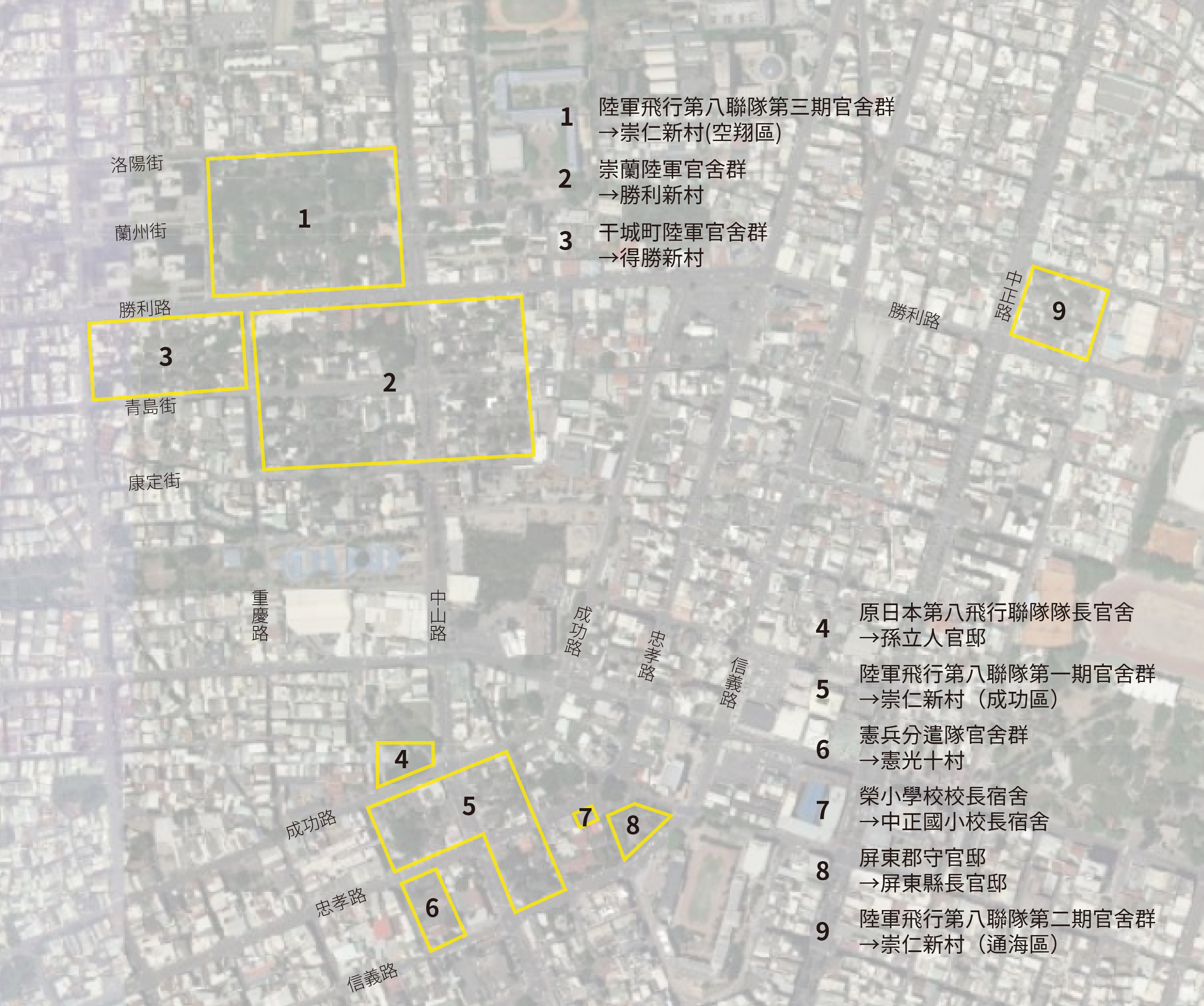
屏東市官舍分布

## 介紹
台南憲兵分隊屏東分遣所於1927年設於屏東街，此批建築群便於隨後興建，而憲兵分遣所廳舍即位於隔壁。台南憲兵分隊屏東分遣所在戰後由屏東憲兵隊接收，此建築群則改稱「憲光十村」，現仍有5棟日式宿舍，與周遭的其他日式宿舍構成了屏東市規模龐大的日式宿舍群，其中4棟於2019年被登錄為屏東縣歷史建築。憲光十村的建築屬於屏東市早期的日式木造宿舍，其以檜木為建材，屋外設雨淋板，下部成外擴狀以加速排水，並設計有木格窗台、木棚架以及洗石子柱體與庭院圍牆。